# Anthrax luctuosus
Anthrax luctuosus är en tvåvingeart som beskrevs av Macquart 1840. Anthrax luctuosus ingår i släktet Anthrax och familjen svävflugor. Inga underarter finns listade i Catalogue of Life.